# Äthiopischer Hochlandhase

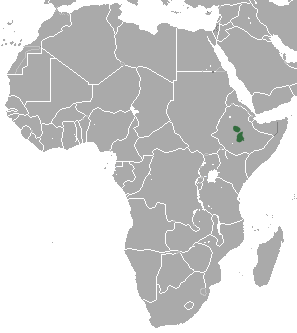
Verbreitungskarte des Äthiopischen Hochlandhasen

Der Äthiopische Hochlandhase (Lepus starcki) ist eine Säugetierart aus der Familie der Hasen (Leporidae).

## Merkmale
Der Äthiopische Hochlandhase ist mit einer Kopf-Rumpf-Länge von 44 bis 54,5 cm ein mittelgroßer, dunkler Hasenartiger mit dickem, dichtem Fell der ein Körpergewicht von 1,7 bis 3 kg erreicht. Die Rückenhaare sind 20 bis 25 mm lang, agoutigrau, gelbbraun mit schwarzer Strichelung und Flecken. Die einzelnen Rückenhaare sind an der Basis weißlichgrau mit einem breiten schwarzen subterminalen und weißlichen terminalen Band mit schwarzer Spitze. Das dichte Wollhaar ist weiß oder gräulichweiß. Die seitliche Bauchregion ist blasser, zur Unterseite hin zimtfarben rötlichbraun und der Bauch ist rein weiß. Der Nackenfleck ist zimtfarben bis rötlich. Manche Exemplare haben einen weißen Ring um die Augen. Das Kinn ist weißlich mit einem zimtfarbenen Ton an den Lippen. Ansonsten ist der Kopf ähnlich gefärbt wie der Rücken. Die Ohren sind mit 10 bis 12 cm mittellang, ihr äußeres Viertel auf beiden Seiten auffallend schwarz. Die Außenseiten sind, außer an der Spitze, am Innenrand breit weiß oder gelbbraun und am Außenrand schmal weiß gesäumt. Bei manchen Exemplaren zieht sich das Schwarz der Spitzen an den Rändern bis zur Basis der Ohren. Die Beine sind allgemein zimtfarben oder gelbbraun, die 10 bis 12 cm langen Hinterbeine sind an der Vorderseite weißlich grau. Die Sohlen aller Füße sind dicht braun behaart. Der mittellange, 9,5 bis 13 cm lange Schwanz ist geografisch variabel gefärbt. Bei Exemplaren aus dem Shewa Gebiet (sowie dem Holotypus) ist er vollkommen weiß, ansonsten oberseits schwarz, an den Seiten und unterseits weiß.  Die breite Längsfurche der oberen Nagezähne ist nicht mit Zement gefüllt.

## Verbreitung
Diese Hasenart ist ein Endemit der Afroalpinen - Afromontanen Region Äthiopiens. Nachweise gibt es nur für eingeschränkte Gebiete des Hochlandes, insbesondere in den Bergen der Arsi und der Bale Region, im Hochland von Shewa sowie eine Population im Gurage Gebiet. Im äthiopischen Rift Valley, das die Montanen Regionen von Arsi und Bale trennt, kommt die Art nicht vor. Typenfundort ist Jeldu in der Liben-Zone, 40 km westlich von Addis Abeba in 2720 m Höhe.

## Lebensraum und Lebensweise
Der Lebensraum des Äthiopischen Hochlandhasen ist offenes Hochland, insbesondere Grasländer und afroalpine Moorlandschaften in 2140 bis 4380 Meter Höhe. Obwohl möglicherweise ein sehr wichtiger Teil des Ökosystems des Bale-Mountains-Nationalparks, ist nur sehr wenig über die Art bekannt. Eine Untersuchung im Bale-Mountains-Nationalpark zeigte, dass er in der Moorlandschaft des Nationalparks durchaus häufig ist, insbesondere in ungestörtem, felsigen Grasland, wo er in Heidekräuter Unterschlupf findet, oder in schmalen Tälern, wo er vor Kälte und Räubern geschützt ist. Dort zeigte dieser Hase eine deutlich Vorliebe für Grasarten. Während der Trockenzeit ernährte er sich mehr von verschiedenen Pflanzenarten, obwohl in der Regenzeit die Artenvielfalt größer ist. Möglicherweise weil in der Trockenzeit weniger Gräser verfügbar sind. Von allen Gräsern waren Schwingel Arten bevorzugt, die am meisten verfügbaren Grasarten. Die Vorliebe zeigte sich in der Trocken- und in der Regenzeit. Meist werden Hasen als allgemeine Pflanzenfresser beschrieben, die hauptsächlich Gräser und Sträucher, aber auch Rinde, Früchte, Blätter und Knospen, je nach Lebensraum, fressen. In dieser Studie wurde jedoch eine fast ausschließliche Ernährung von Gras beobachtet, Kräutern wurden nur sehr begrenzt als Nahrung genommen. Die Fortpflanzung findet vermutlich in der Trockenzeit statt, ein säugendes und ein trächtiges Weibchen mit einem Embryo wurden im Dezember verzeichnet.
Dem auf kleine Säugetiere als Beute spezialisierten, stark gefährdetem Äthiopischen Wolf (Canis simensis) dient der Äthiopische Hochlandhase im afroalpinen Gras- und Heideland als Nahrung. Für eine kleine, isolierte und vom Aussterben bedrohte Population des Steinadlers (Aquila chrysaetos) in den Bale Bergen ist diese Hasenart die Hauptnahrungsquelle. Im von den Steinadlern bewohnten Gebiet ist der Hase jedoch durch Rinderbeweidung und menschliche Siedlungen, Faktoren die Bodendeckung und damit den Schutz der Hasen beeinträchtigen, unter Druck. Daneben ist er Beute des Savannenadlers (Aquila rapax).

## Gefährdung
In seinem kleinen Verbreitungsgebiet (weniger als 100.000 km2) ist der Äthiopische Hochlandhase noch relativ häufig, er zählt nicht zu den bedrohten Arten. Die IUCN stuft die Art, ohne Populationsgröße und -trend zu kennen, als nicht gefährdet (LC, Least Concern) ein.

## Forschungsgeschichte
Der Äthiopische Hochlandhase wurde ursprünglich als Unterart des Kaphasen (Lepus capensis) erstbeschrieben. Im Abstract fasste Francis Petter zusammen, dass „...die neue Form vom Hochland von Abessinien sich von allen afrikanischen Formen durch ihre Pigmentierung unterscheidet. Der Schwanz kann ganz weiß sein, die Rückseite der Ohren weiß und ihre Spitze schwarz. Charakteristisch für L. capensis ist das Aussehen des Schmelzes der Nagezähne und der Schädel“. 1983 wurde der Äthiopische Hochlandhase von Angermann zur Art erhoben. Azzaroli-Puzzetti stimmte dem 1987 zu, merkte aber an, dass die Art aufgrund der Ähnlichkeit des Schädels eine Reliktform und damit Unterart vom Feldhasen (Lepus europaeus) sein kann. Hoffmann (1993) sowie Hoffmann und Smith (2005) folgten allerdings Angermanns Artstatus.

## Weitere, nicht verwendete Literatur
- M. L. Azzoli-Puccetti: On the Hares of Ethiopia and Somalia and the systematic position of Lepus whytei Thomas, 1894 (Mammalia, Lagomorpha). Atti della Accademia Nazionale dei Lincei. Memorie Sc. Mat. Fische eNaturali, 1987.
- J. Kingdon: Field guide to the larger mammals of Africa. Struik Publishers, 1997.
- D. W. Yalden, M. J. Largen: The endemic mammals of Ethiopia. In: Mammal Rev. Band 22, Nr. 3/4, 1992, S. 115–150.
- D. W. Yalden: Small mammals of the Bale Mountains. In: Afr. J. Ecol. Band 26, 1988, S. 281–294.